# Kovalenkivka, Kobeleakî
Kovalenkivka (în ucraineană Коваленківка) este un sat în comuna Șenhurî din raionul Kobeleakî, regiunea Poltava, Ucraina.

## Demografie
Componența lingvistică a localității Kovalenkivka
     Ucraineană (98,94%)
     Belarusă (1,06%)
Conform recensământului din 2001, majoritatea populației localității Kovalenkivka era vorbitoare de ucraineană (98,94%), existând în minoritate și vorbitori de belarusă (1,06%).